# Plinio Martini
Plinio Martini (Cavergno, 4 agosto 1923 – Cavergno, 6 agosto 1979) è stato uno scrittore e insegnante svizzero.

## Biografia
Insegnante alle scuole di Cavergno, è tuttora, a molti anni dalla sua scomparsa, uno degli scrittori più conosciuti ed amati della Svizzera italiana. Nel 1956 è stato tra i fondatori della rivista ProVallemaggia.

## Opere principali
In ordine cronologico:
- 1951 Paese così (versi);
- 1953 Diario forse d'amore (versi);
- 1956 Storia di un camoscio;
- 1962 Acchiappamosche e il maiale;
- 1970 Il fondo del sacco, romanzo;
- 1975 Le catene (poesie);
- 1976 Requiem per zia Domenica, romanzo;
- 1979 Delle streghe e d'altro, racconti;
- 1999 (postumo) Nessuno ha pregato per noi, (Raccolta di scritti dal 1957 al 1977).

Le sue opere di maggior successo sono Il fondo del sacco e Requiem per zia Domenica, pubblicati in più edizioni e tradotti anche in altre lingue (francese e tedesco).